# OFK Petrovac
Omladinski Fudbalski Klub Petrovac (czarnog. Омладински Фудбалски Клуб Петровац) – czarnogórski klub piłkarski z siedzibą w Petrovacu na Moru w gminie Budva. Został utworzony w 1969 roku jako FK Nafta Petrovac. Obecnie występuje w Prvej lidze Czarnogóry. Nazwa Omladinski Fudbalski Klub po polsku oznacza „Młodzieżowy Piłkarski Klub”.

## Stadion
Klub rozgrywa swoje mecze domowe na stadionie Stadion Pod Malim Brdom w Petrovacu na Moru, który może pomieścić 1.630 widzów.

## Sezony
| Sezon                          | Liga                                                 | Poziom | Miejsce |
| Federalna Republika Jugosławii |                                                      |        |         |
| 1999/00                        | Crnogorska liga                                      | III    | 4       |
| 2000/01                        | Crnogorska liga                                      | III    | 2       |
| 2001/02                        | Druga liga SR Јugoslavije – Grupa Jug (Południe)     | II     | 7       |
| 2002/03                        | Druga liga SR Јugoslavije – Grupa Jug (Południe)     | II     | 6       |
| Serbia i Czarnogóra            |                                                      |        |         |
| 2003/04                        | Druga liga Srbije i Crne Gore – Grupa Jug (Południe) | II     | 5       |
| 2004/05                        | Prva crnogorska liga                                 | II     | 5       |
| 2005/06                        | Prva crnogorska liga                                 | II     | 6 *     |
| Czarnogóra                     |                                                      |        |         |
| 2006/07                        | Prva liga                                            | I      | 6       |
| 2007/08                        | Prva liga                                            | I      | 8       |
| 2008/09                        | Prva liga                                            | I      | 6       |
| 2009/10                        | Prva liga                                            | I      | 8       |
| 2010/11                        | Prva liga                                            | I      | 9       |
| 2011/12                        | Prva liga                                            | I      | 5       |
| 2012/13                        | Prva liga                                            | I      | 7       |
| 2013/14                        | Prva liga                                            | I      | 5       |
| 2014/15                        | Prva liga                                            | I      | 7       |
| 2015/16                        | Prva liga                                            | I      | 11      |
| 2016/17                        | Prva liga                                            | I      | 9       |
| 2017/18                        | Prva liga                                            | I      | 9       |
| 2018/19                        | Prva liga                                            | I      | 7       |
| 2019/20                        | Prva liga                                            | I      | 6       |
| 2020/21                        | Prva liga                                            | I      | ?       |

 * W wyniku przeprowadzonego 21 maja 2006 referendum niepodległościowego zadeklarowano zerwanie dotychczas istniejącej federacji Czarnogóry z Serbią (Serbia i Czarnogóra). W związku z tym po sezonie 2005/06 wszystkie czarnogórskie zespoły wystąpiły z lig Serbii i Czarnogóry, a od nowego sezonu 2006/07 OFK Petrovac przystąpił do rozgrywek Prvej crnogorskiej ligi.

## Sukcesy
- 2006 awans do Prvej crnogorskiej ligi.
- wicemistrzostwo Crnogorskiej ligi (1): 2001 (awans do Drugiej ligi SR Јugoslavije).
- Puchar Czarnogóry:
  - zdobywca (1): 2009.
  - finalista (1): 2015.

## Europejskie puchary
Legenda do wszystkich tabel:
- Q – runda eliminacyjna, 1/16, 1/8, 1/4, 1/2 – odpowiednia faza rozgrywek, Grupa – runda grupowa, 1r gr – pierwsza runda grupowa, 2r gr – druga runda grupowa, F – finał, R – runda, PO – play-off
- k. – rzuty karne, los. – losowanie, Dogr. – dogrywka, w. – zasada bramek strzelonych na wyjeździe

| Sezon   | Rozgrywki   | Runda | Klub                 | Dom | Wyjazd | Ogólnie    |
| ------- | ----------- | ----- | -------------------- | --- | ------ | ---------- |
| 2009/10 | Liga Europy | 2Q    | Anorthosis Famagusta | 3–1 | 1–2    | 4–3, Dogr. |
| 2009/10 | Liga Europy | 3Q    | Sturm Graz           | 1–2 | 0–5    | 1–7        |